# Charles Huntziger

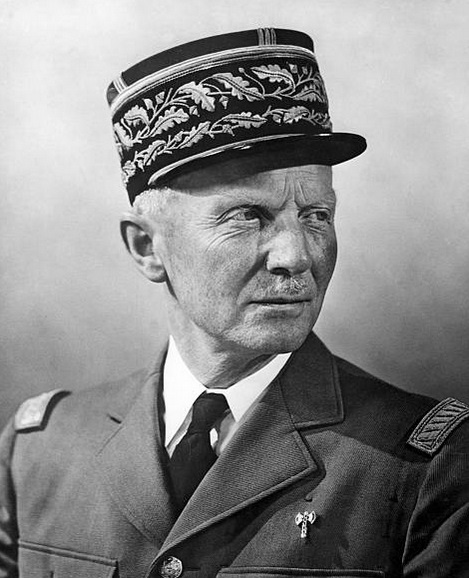
Charles Huntziger (1941)

Charles Léon Clément Huntziger (* 25. Juni 1880 in Lesneven, Département Finistère; † 12. November 1941 bei Le Vigan, Département Gard) war französischer Heeresoffizier (zuletzt Général d’armée). Er war zu Beginn des Zweiten Weltkriegs und während des deutschen Frankreichfeldzugs Kommandeur der 2e armée und unterzeichnete am 22. Juni 1940 den Waffenstillstand von Compiègne. Im Vichy-Regime war er Oberkommandierender des französischen Heeres und von September 1940 bis August 1941 Kriegsminister.

## Leben
Sein Vater war der Organist, Musik- und Deutschlehrer Léon Jacques Huntziger. Dieser war nach dem Deutsch-Französischen Krieg von 1870 aus dem Elsass in die Bretagne übersiedelt, um dem Wehrdienst in den deutschen Streitkräften zu entgehen. Auch Charles Huntziger sprach fließend Deutsch, war überzeugter Katholik und spielte in seiner Freizeit Violine.
Huntziger besuchte die Militärschule Saint-Cyr im Jahre 1900 und trat in die Kolonialinfanterie ein. Während des Ersten Weltkrieges war er im Nahen Osten eingesetzt. Er war Stabschef der Expeditionstruppen. 1918 war er mit General Louis Franchet d’Espèrey an der Offensive gegen deutsche und bulgarische Truppen an der makedonischen Front beteiligt. Dem alliierten Sieg folgte der Waffenstillstand von Moudros im Oktober 1918.
Ab 1924 befehligte Huntziger die französische Besatzungseinheit im chinesischen Tientsin, am 7. Dezember 1928 wurde er zum Général de brigade befördert. 1933 wurde er Oberkommandierender der Truppen im französischen Mandatsgebiet Syrien, zunächst im Rang eines Général de division, ab 17. März 1935 als Général de corps d’armée. Am 30. Juni 1937 wurde Huntziger als Großoffizier der Ehrenlegion ausgezeichnet. Während der Krise zwischen der türkischen und der arabischen Bevölkerung des Sandschak von Alexandretta nahm er an Verhandlungen über das Schicksal des Gebiets teil, das schließlich an die Türkei abgetreten wurde. Ab 1938 war Huntziger Mitglied des obersten Kriegsrats (conseil supérieur de la guerre).

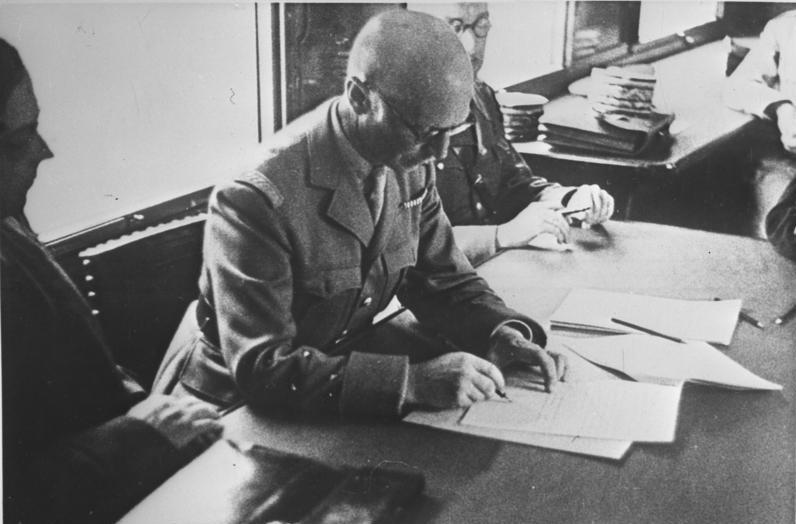
General Huntziger beim Unterzeichnen des Waffenstillstands (22. Juni 1940)

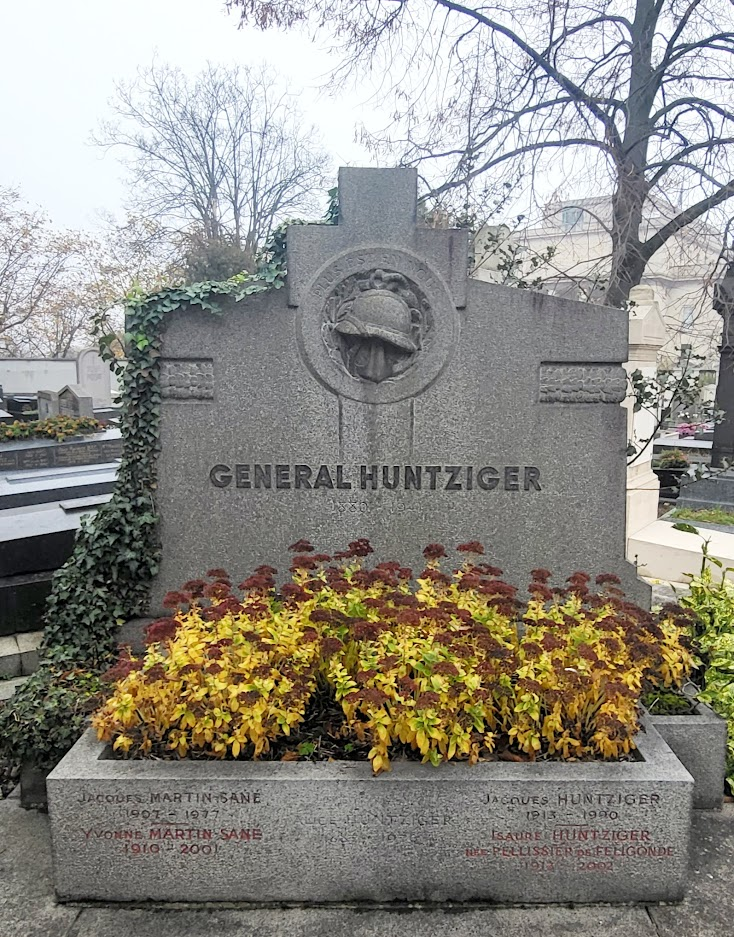
Grabstätte von Charles Huntziger auf dem Friedhof von Passy (Paris)

Vom Beginn des Zweiten Weltkriegs im September 1939 bis zum 5. Juni 1940 kommandierte er die 2. Armee, dann die 4. Armeegruppe (groupe d’armées n° 4) in den Ardennen, zu der die 2. und 4. Armee zusammengefasst wurden. Der neue Regierungschef Marschall Philippe Pétain übertrug ihm die Waffenstillstandsverhandlungen und schließlich die Unterzeichnung der Vereinbarungen mit Deutschland und Italien. Diese faktische Kapitulation erfolgte am 22. Juni 1940 zwischen den Generalen Wilhelm Keitel und Huntziger in dem historischen Waggon von 1918 auf der Lichtung von Compiègne im Wald von Compiègne und am 24. Juni 1940 in Rom gegenüber den italienischen Streitkräften. Danach wurde er Leiter der französischen Vertretung bei der deutschen Waffenstillstandskommission in Wiesbaden.
Im anschließend unter Pétain errichteten Vichy-Regime wurde Huntziger am 6. September 1940 zum Kriegsminister im Kabinett des Premierministers Pierre Laval ernannt. Damit ersetzte er sowohl den bisherigen Staatssekretär des Kriegsministeriums General Louis Colson als auch den Minister für nationale Verteidigung General Maxime Weygand und übernahm zugleich das Oberkommando der französischen Landstreitkräfte. Weygand wurde auf deutschen Druck entlassen, allerdings war Huntziger ebenfalls ein glühender Deutschenfeind. Die Position des Kriegsministers behielt er auch unter den nachfolgenden Premierministern Pierre-Étienne Flandin und François Darlan. Am 11. August 1941 übernahm Admiral Darlan jedoch selbst das Amt des Ministers für nationale Verteidigung und löste Huntziger damit ab.
Am 29. August 1941 wurde er zum Oberbefehlshaber in Nordafrika ernannt, da die Streitkräfte in den Überseegebieten nach dem Waffenstillstand bei der französischen Vichy-Regierung bestehen blieben. Huntzigers Flugzeug stürzte auf der Rückreise von einer Inspektion der französischen Nordafrikakolonien ab. Sein Grab befindet sich auf dem Friedhof von Passy in Paris. Seine Witwe war die erste Trägerin des Ordens der Francisque, der eine besondere Wertschätzung des Marschalls Pétain ausdrücken sollte, da sie sich um französische Kriegsgefangene in Deutschland kümmerte. Sie verbrachte jeden Spätsommer in Berlin.

## Medien
- Filmdokument (Ausschnitt) in: Hitler – eine Karriere. Regie Joachim C. Fest, Christian Herrendoerfer. Dokumentarfilm, 2004, D. Länge 155 Min.